# Lacul Sălbatic (Slovenia)
Lacul Sălbatic (în slovenă Divje jezero) este un lac mic, alimentat de un izvor carstic subteran, situat în masivul Trnovsky Gozd (Munții Alpii Dinarici), pe teritoriul comunei Idrija din vestul Sloveniei. Cel mai scurt râu din Slovenia, Jezernica, curge din el.

## Localizare
Lacul este situat la aproximativ 2 km sud de orașul Idrija, la o altitudine de 340 m deasupra nivelului mării. În 1967 a fost plasat sub protecție ca monument al naturii (în slovenă narodny spomenik); suprafața zonei protejate este de 4,44 ha. În 1972 el a fost amenajat pentru a deveni primul muzeu de istorie naturală din Slovenia.

## Geografie
Lacul este un izbuc enorm, un izvor carstic de tip vauclusian, alimentat dintr-un sifon subteran (peșteră). Apa curge de sub pământ și printr-un tunel înclinat abrupt, explorat la o adâncime de 160 de metri. Debitul izvorului variază în funcție de cantitatea de precipitații: în timpul ploilor abundente debitul poate depăși ocazional 60 m³/s, în timp ce în sezonul cel mai uscat al anului izvorul poate seca și nu mai alimentează lacul. Pârâul care curge din peșteră este apoi suficient de puternic pentru a provoca o furtună violentă de apă - de unde și numele „lacul sălbatic”. Apele care alimentează izvorul provin din bazinul hidrografic de aproximativ 125 km², care include, printre altele, zona platoului carstic Črnovrška (în slovenă Črnovrška planota), pe marginea căruia se află un lac  Temperatura apei variază de la 7° la 10° și numai în perioadele de inactivitate a izvorului stratul de apă de la suprafață se poate încălzi până la 20°.
Peștera a fost explorată de scafandri-speologi (primele scufundări au avut loc în 1957), care au explorat de atunci 426 m de coridoare, ajungând la o adâncime maximă de 160 m în vara anului 2001.
Cel mai scurt râu din Slovenia, Jezernica, curge din lac și se varsă în pârâul Idrijca, la 55 m de izvor.

## Flora și fauna
Există numeroase specii de animale de cavernă în peșteră, inclusiv proteul de peșteră (Proteus anguinus). Zona lacului este caracterizată de o floră foarte bogată (peste 150 de specii de plante sporifere și ferigi). Una dintre ele este planta endemică slovenă Primula carniolica, descrisă de Giovanni Antonio Scopoli, care a efectuat cercetări în Idrija, în lucrarea sa Flora Carniolica. Alte plante interesante care poartă numele unor cercetători ai florei locale, Scopoli și Belsazar Hacquet, sunt Scopoli carniolica (mutulica) și Hacquetia epipactis.